# 457 Alleghenia

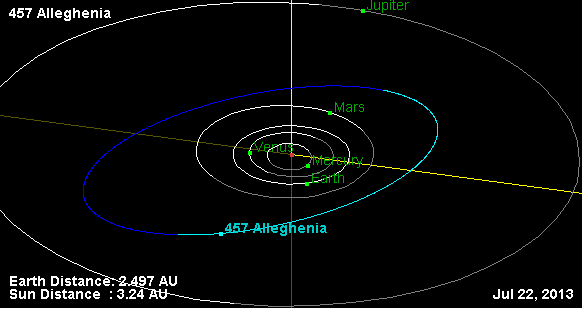

457 Alleghenia è un asteroide della fascia principale del sistema solare. Scoperto nel 1900, presenta un'orbita caratterizzata da un semiasse maggiore pari a 3,0909637 UA e da un'eccentricità di 0,1793853, inclinata di 12,94896° rispetto all'eclittica.
Il suo nome è dedicato alla zona della Contea di Allegheny, vicino alla città di Pittsburgh, in Pennsylvania, dove erano state realizzate le nuove lenti che avevano permesso la scoperta dell'asteroide.